# Albert Ruelle
Albert Ruelle (La Chapelle-sur-Loire, perto de Bourgueil, 25 de junho de 1754 – Chinon, 31 de janeiro de 1805) foi um político da Revolução Francesa que desempenhou um papel na Guerra da Vendeia.

## Biografia
Filho de um notário, é o último notário real a ter exercido o cargo de notário do baronato da Abadia de Bourgueil e de procurador fiscal vinculado ao celeiro de sal do Senescal de Saumur.
No início da Revolução foi eleito juiz, depois deputado da Convenção pelo departamento de Indre-et-Loire. Em 20 de janeiro de 1793, votou pela morte de Luís XVI.
De maio a novembro de 1793, foi representante em missão junto aos exércitos do Ocidente onde liderou a luta contra os vendeanos.
Foi enviado de volta à mesma região em agosto de 1794, após a queda de Robespierre, como representante em missão em Nantes (assumindo o cargo anteriormente ocupado por Carrier); ele então participou da política de pacificação dos generais Hoche e Canclaux. É o principal signatário do Tratado de La Jaunaye (17 de fevereiro de 1795) e um dos signatários do Tratado de La Mabilais em 19 de abril de 1795.
Reeleito para o Legislativo em 1795, fez parte do Conselho dos Quinhentos até 20 de maio de 1797.
Sob o Consulado, foi nomeado subprefeito de Chinon, onde morreu.

## Cinema
- Foi representado pelo ator Jean Hugues Anglade no filme Vaincre ou mourir (2023).